# Reference Designation System for Power Plants
Das Reference Designation System for Power Plants, kurz RDS-PP, ist ein als ISO/TS 16952-10 zur Normierung vorgelegtes System zur Kennzeichnung von technischen Objekten und deren Dokumentation in Kraftwerken.
Bisher wurde es weder von der DIN noch von der ISO als Norm bzw. Standard herausgebracht und trägt daher den DIN-Entwurfs-Status "Vornorm" bzw. den ISO-Entwurfs-Status "Technical Sheet" ISO/TS.
RDS-PP nutzt die Strukturierungsprinzipien und Regeln zur Referenzkennzeichnung der IEC 81346-1 / EN 81346-1 / DIN EN 81346-1  und ergänzt diese mit Regeln aus anderen Normen. RDS-PP erhebt den Anspruch für alle Phasen aller Kraftwerkstypen anwendbar zu sein.
Es bietet weitere Tabellen mit Buchstabencodes, welche die Tabellen der IEC 81346-2 / EN 81346-2 / DIN EN 81346-2  ergänzen.
RDS-PP ist eine Hilfestellung für den Anwender um Standorte, Werke, Systeme, Funktionen und Betriebsmittel mit Kennzeichen zu versehen.  Die per IEC 81346-1 / EN 81346-1 / DIN EN 81346-1  oder RDS-PP erstellten Kennzeichen dienen als Basis für die Codierung von Signalen, Anschlüssen und Dokumenten.

## Aufbau
RDS-PP-Kennzeichen bestehen aus einem Vorzeichen und darauf folgenden Buchstaben und Ziffern. Das Vorzeichen identifiziert den Aspekt, mit dem ein Objekt betrachtet wird und damit die Kennzeichnungsaufgabe, die Buchstaben klassifizieren das Objekt, die Ziffern haben zählende Funktionen. Der Buchstabencode ist in den VGB-Richtlinien B 101 und B102 festgelegt und wird vom VGB gewartet.
Das RDS-PP unterscheidet 9 Kennzeichnungsarten:
| Vorzeichen | Bezeichnung   | Kennzeichenaufgabe / Aspekt     | Herkunft der Vorzeichen, Grundlagen festgelegt in: |
| ---------- | ------------- | ------------------------------- | -------------------------------------------------- |
| #          | Raute         | gemeinsame Zuordnung            | IEC 81346-1 / EN 81346-1 / DIN EN 81346-1          |
| =          | Gleich        | funktionsbezogene Kennzeichnung | IEC 81346-1 / EN 81346-1 / DIN EN 81346-1          |
| ==         | Gleich-Gleich | Funktionale Zuordnung (Prozess) | ISO/TS 81346-3                                     |
| +          | Plus          | Einbauortkennzeichnung          | IEC 81346-1 / EN 81346-1 / DIN EN 81346-1          |
| ++         | Plus-Plus     | Aufstellungsortkennzeichnung    | ISO/TS 81346-3                                     |
| -          | Minus         | produktbezogene Kennzeichnung   | IEC 81346-1 / EN 81346-1 / DIN EN 81346-1          |
| :          | Doppelpunkt   | Anschlusskennzeichnung          | IEC 61666 / EN 61666 / DIN EN 61666                |
| ;          | Semikolon     | Signalkennzeichnung             | IEC 61175 / EN 61175 / DIN EN 61175                |
| &          | Und           | Dokumentenkennzeichnung         | IEC 61355-1 / EN 61355-1 / DIN EN 61355-1          |

Ein Kennzeichen besteht aus maximal drei Teilen:
| Teil 1 "Gemeinsame Zuordnung" | Teil 2 "Referenzkennzeichen" | Teil 3 "Spezifische Kennzeichen" |
| ----------------------------- | ---------------------------- | -------------------------------- |
| Gemeinsame Zuordnung          | Funktionale Zuordnung        | Signalkennzeichen                |
|                               | Funktions-Kennzeichen        | Anschluss-Kennzeichen            |
|                               | Produkt-Kennzeichen          | Dokumenten-Kennzeichen           |
|                               | Einbauort-Kennzeichen        |                                  |
|                               | Aufstellungsort Kennzeichen  |                                  |

Die Kennzeichnung nach RDS-PP folgt einer festen Struktur, die sich an Gliederungsstufen orientiert. Dabei steigt von links nach rechts der Detaillierungsgrad des Kennzeichens. Der Aufbau der Gliederungsstufen ist alpha-numerisch. Im Folgenden wird A für Buchstaben und N für Ziffern verwendet.
| Gliederungsstufe GS   | 0 | 0 | 0 | 1 | 1 | 1 | 1 | 1 | 2 | 2 | 2 | 2 | 2 |
| --------------------- | - | - | - | - | - | - | - | - | - | - | - | - | - |
| Abschnitt             | 0 | 0 | 0 | 1 | 1 | 1 | 2 | 2 | 3 | 3 | 4 | 4 | 4 |
| Datenstelle/ Datentyp | A | N | N | A | A | A | N | N | A | A | N | N | N |

## Aktuelle Anwendungen
Derzeit findet RDS-PP vornehmlich Anwendung in Anlagen der Windenergiebranche. Im VGB-Arbeitskreis „Anlagenkennzeichnung und Dokumentation“ wurde gemeinsam von Herstellern, Betreibern und Instandhaltern die Anwendungserläuterung B 116-D2 von 2006 überarbeitet. Die neue Version ist unter dem Titel "RDS-PP Anwendungsrichtlinie Teil 32: Windkraftwerke" als VGB-Standard S-823-32 im März 2014 bei VGB erschienen.

Eine Pilotanwendung des RDS-PP wurde erfolgreich im Zentrum für Energietechnik der TU Dresden für Versuchsstände und ein Lehr- und Versuchskraftwerk durchgeführt.
VGB PowerTech e. V., kurz VGB, empfiehlt als europäischer Fachverband für Strom- und Wärmeerzeugung uneingeschränkt für Neubauten den Einsatz von RDS-PP.
Die Marke RDS-PP wurde von VGB PowerTech e.V. geschützt, um Parallelentwicklungen, die von den VGB-Vorgaben abweichen, zumindest unter diesem Qualitätssiegel zu verhindern.